# Cornelia van Wulfschkercke

Volbladminiatuur door Cornelia van Wulfschkercke in het missaal voor abt Christiaan de Hondt van de Duinenabdij (Brugge, Grootseminarie, Ms. 55/66, f. 46bisv).

Cornelia van Wulfschkercke (onbekend, 14.. - Brugge, 15 april 1540) was een Vlaamse miniaturist die werkzaam was in het atelier van het karmelietessenklooster van Sion in Brugge. Ze is één van de weinige laatmiddeleeuwse vrouwelijke miniaturisten van wie er vandaag nog kunstwerken overgebleven en gedocumenteerd zijn.

## Biografie
Van Wulfschkercke duikt voor het eerst op in de archieven in 1495, als postulant in het klooster van Sion in Brugge. In 1501 legt ze de geloften af als karmelietes in dit klooster. Ze overlijdt op 15 april 1540 in Brugge.

## Loopbaan

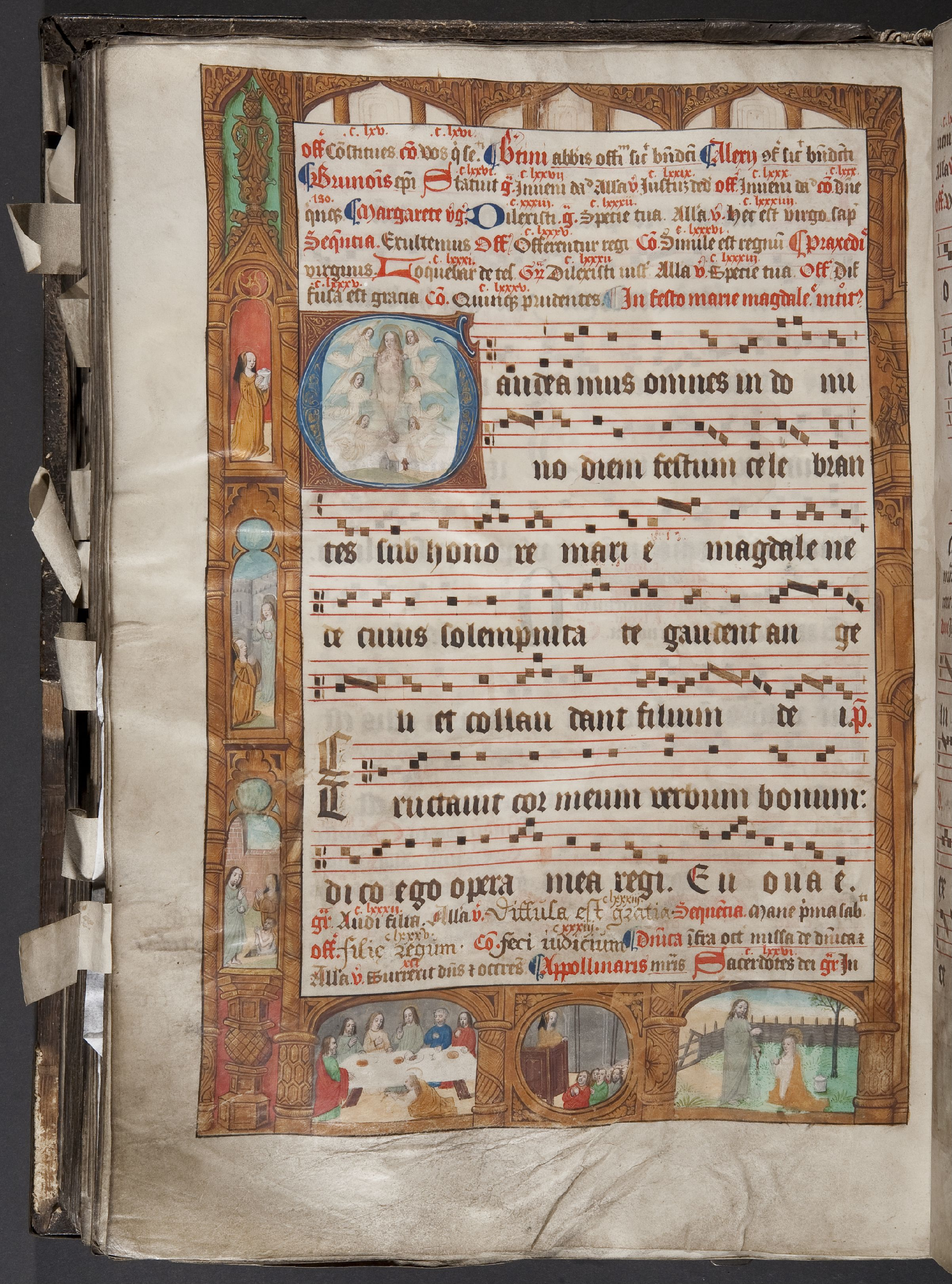
Gehistorieerde initiaal en gedecoreerde marges in een graduale voor de Magdalena Leprozerie in Brugge, geschilderd door Cornelia van Wulfschkercke. (Brugge, Openbare Bibliotheek, Ms. 783, f. 149v)

Op het einde van de vijftiende eeuw en het begin van de zestiende eeuw was in het Brugse klooster van Sion een atelier van kopiisten en boekverluchters gevestigd. Volgens de archieven van het klooster werkt Cornelia van Wulfschkercke ten laatste vanaf 1495 in dit atelier als kopiist. Ze wordt opgeleid als boekenverluchtster door Grietkin Scheppers, een professionele verluchtster en leek die lid was van de Brugse gilde van librariërs. Op haar beurt leidt Cornelia van Wulfschkercke een andere kloosterlinge op, Margriet van Rye. Het eerste gedocumenteerde werk van van Wulfschkercke als verluchtster dateert uit 1505. In het colofon van dit manuscript, een graduale voor het klooster van Sion, vermeldt haar expliciet als verluchter van het werk. Dit manuscript wordt in het onderzoek naar het oeuvre van van Wulfschkercke gebruikt als ijkpunt.

## Werken

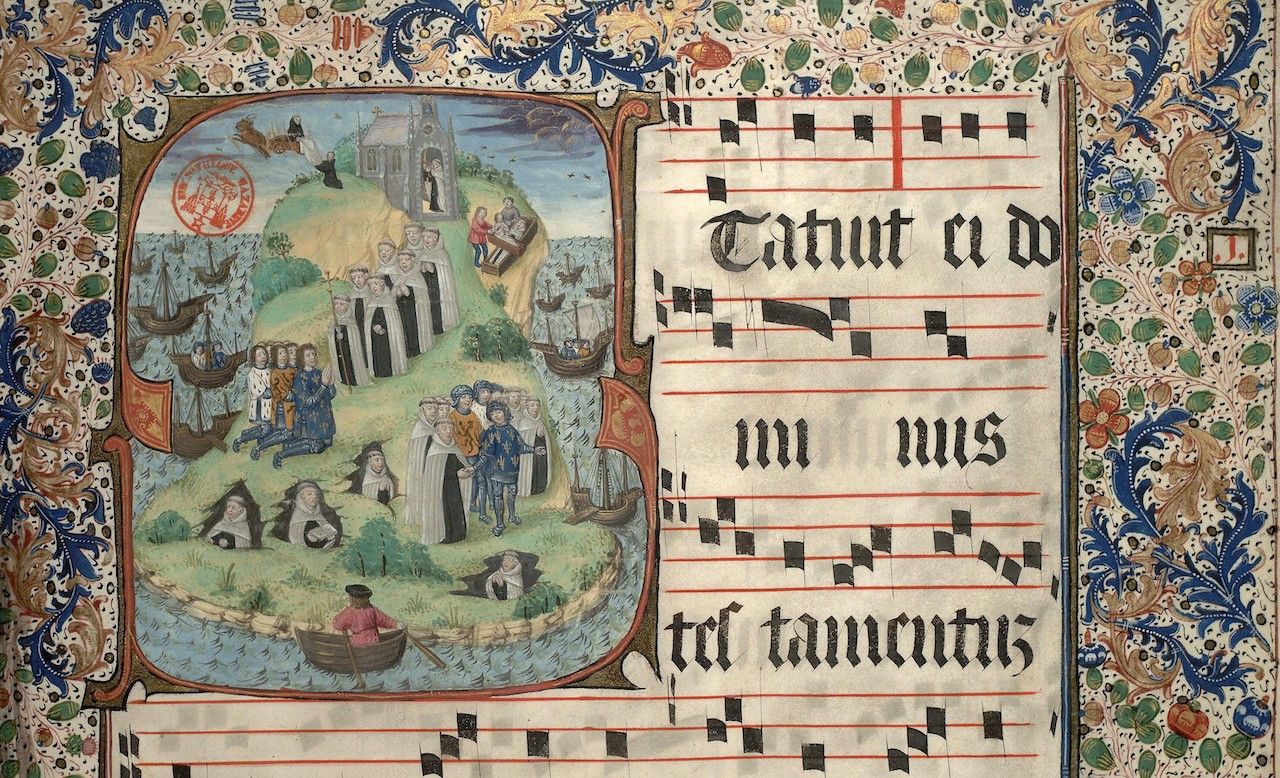
Gehistorieerde initiaal 'S' in een graduale van het klooster van Sion in Brugge, geschilderd door Cornelia van Wulfschkercke. (Paris, Bibliothèque Mazarine, Ms. 390 f.1r)

Alain Arnould en Anne Margreet As-Vijvers, de onderzoekers die zich het meeste hebben verdiept in de stijlkenmerken van haar werk, schrijven 23 werken toe aan Cornelia van Wulfschkercke. In vergelijking met andere miniaturisten in die periode, en al zeker een vrouw, is dit een hoog aantal. Ze vervaardigde boeken onder andere voor de de Spaans-Vlaamse familie Ayala-Rodriguez, abt Raphael de Mercatellis van de Gentse Sint-Baafsabdij, abt Christiaan de Hondt van de Duinenabdij, en de Brugse Magdalenaleprozerie.

## Stijl
Qua stijl sluit het werk van Cornelia van Wulfschkercke aan bij die van de Meesters van Raphael van Mercatellis, waarmee zij ook geregeld samenwerkte.